# Зайцев Олег Григорович
Оле́г Григо́рович За́йцев — молодший лейтенант Головного управління розвідки Міністерства оборони України, учасник російсько-української війни, що відзначився у ході російського вторгнення в Україну. Герой України (посмертно).

## Життєпис
Народився у м. Жашків (Черкаська область). У віці 21 року переїхав до Києва. Був одним із керівників підприємства «Крафт кемікалз», яке виготовляє і постачає продукцію ветеринарним та аграрним підприємствам.
Був актором київського театру «Дах».
Брав участь у Революції гідності. Згодом брав участь у війні на сході України у складі добровольчих формувань, був у Правому секторі.
Здобув військову освіту з наданням офіцерського звання у 2022 році на кафедрі військової підготовки Національного університету оборони України за спеціальністю «Бойове застосування механізованих з'єднань, військових частин і підрозділів».
Під час російського вторгнення в Україну у 2022 році з перших днів долучився до оброни країни. Брав участь в обороні Києва, за що отримав орден «За мужність» ІІІ ступеня.
Протягом бойового шляху особисто знищив до десятка одиниць ворожої техніки та велику кількість живої сили противника.
Загинув 7 травня 2022 року у віці 48 років під час боїв за острів Зміїний.
Залишилися дружина та дві доньки.

## Нагороди
- Звання Герой України з удостоєнням ордена «Золота Зірка» (20 липня 2022, посмертно, указ Президента України №521)[4][2].
- Орден «За мужність» III ступеня (2022)[2].